# نویل گس
سر نویل آرچیبالد گس (به انگلیسی: Sir Neville Archibald Gass) (زاده ۱۴ ژوئن ۱۸۹۳ – درگذشته ۲۳ سپتامبر ۱۹۶۵) مدیر عامل شرکت بریتیش پترولیوم (بی‌پی) از ۶۰–۱۹۳۰ و رئیس آن از ۶۰–۱۹۵۷ بود وی مؤسس Middle East Association یک گروه لابی شرکت بزرگ‌های بود که در سال ۱۹۶۱ برای حمایت از منافع تجاری بریتانیا در خاورمیانه و شمال آفریقا راه‌اندازی شد.
وی در تاریخ ۲۶ تیر ۱۳۲۸ به عنوان نماینده شرکت نفت انگلیس و ایران، قرارداد گس–گلشائیان یا «قرارداد الحاقی» را امضا نمود.